# Bøtterup
Bøtterup er en landsby i Tikøb Sogn, Lynge-Kronborg Herred i det tidligere Frederiksborg Amt. Bøtterup ligger mellem Tikøb og Hornbæk.
Bøtterup havde i 1682 6 gårde, 1 hus med jord og 2 huse uden jord. Det samlede dyrkede areal var 82,8 tønder land, skyldsat til 16,07 tdr. hartkorn. Dyrkningsformen var trevangsbrug.